# Zwartbrilstruikgors
De zwartbrilstruikgors (Atlapetes melanopsis) is een zangvogel uit de familie Amerikaanse gorzen. De vogel werd in 2002 geldig beschreven door Thomas Valqui & Jon Fjeldså. Het is een bedreigde, endemische vogelsoort in Peru.

## Kenmerken
De vogel is 19 cm lang en heeft een opvallend getekende kop. De vogel lijkt sterk op de apurímacstruikgors (A. forbesi) die in ongeveer hetzelfde leefgebied voorkomt. De zwartbrilstruikgors heeft een donker bevederde rug en een relatief lange snavel. De kop is grotendeels roodbruin, maar rondom het oog is de kop zwart, daaronder is de keel sterk contrasterend wit, met daarin een zwarte baardstreep die loopt tot in het zwart rond het oog. De buik en borst zijn lichtgrijs, op de flanken iets lichter. Van boven is de vogel dofgroen, met donkerder gekleurde vleugels. De iris is donkerbruin en de snavel is zwart. De poten zijn grijs. De apurímacstruikgors oogt veel grijzer, heeft meer roodbruin op de kop en minder zwart rond het oog.

## Verspreiding en leefgebied
Deze soort is endemisch in zuidelijk Peru in de regio's Ayacucho en Huancavelica. De leefgebieden zijn rotsig terrein op hoogten tussen de 2480 en 3400 meter boven zeeniveau, waar de vogels verblijven in struikgewas in diepe ravijnen in verder weinig begroeid, droog gebied. Er zijn ook waarnemingen in aangrenzend, iets meer vochtig bosgebied.

## Status
De zwartbrilstruikgorsheeft een beperkt verspreidingsgebied en daardoor is de kans op uitsterven aanwezig. De grootte van de populatie werd in 2016 door BirdLife International geschat op 1500 tot 7000 volwassen individuen en de populatie-aantallen nemen af door habitatverlies. Hoewel het gebied geleidelijk ontvolkt en de invloed van de mensen op het landschap minder sterk is dan de eeuwen daarvoor, wordt de vegetatie in het gebied nog steeds in brand gezet om beter weidegebied terug te krijgen. Alleen in diepe begroeide kloven is er overleving mogelijk voor de soort. Om deze redenen staat deze soort als bedreigd op de Rode Lijst van de IUCN.